# Charles McIlvaine
Charles Joseph McIlvaine (Filadelfia, 6 de agosto de 1903-Ocean City, 30 de enero de 1975) fue un deportista estadounidense que compitió en remo.
Participó en los Juegos Olímpicos de Ámsterdam 1928, obteniendo una medalla de oro en la prueba de doble scull. Ganó una medalla de oro en el Campeonato Europeo de Remo de 1930.

## Palmarés internacional
| Juegos Olímpicos   | Juegos Olímpicos         | Juegos Olímpicos | Juegos Olímpicos |
| Año                | Lugar                    | Medalla          | Prueba           |
| ------------------ | ------------------------ | ---------------- | ---------------- |
| 1928               | Ámsterdam (Países Bajos) | Medalla de oro   | Doble scull      |
| Campeonato Europeo |                          |                  |                  |
| Año                | Lugar                    | Medalla          | Prueba           |
| 1930               | Lieja (Bélgica)          | Medalla de oro   | Ocho con timonel |

1. ↑  En algunas ediciones del Campeonato Europeo se permitió la participación de remeros de otros continentes.